# Вибух МБР Titan II в Арканзасі

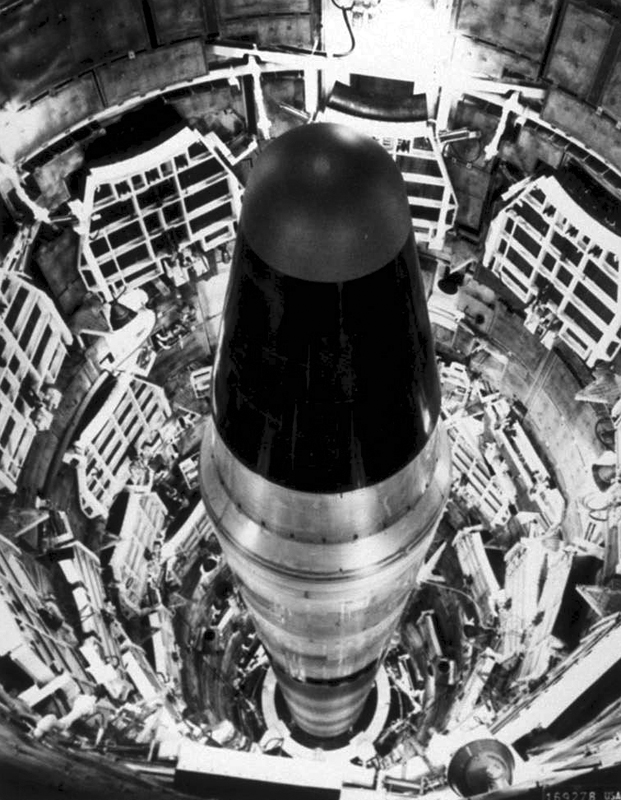
Ракета «Титан 2» з головною частиною Mk.6, яка оснащена боєголовкою W53, в пусковій шахті

Вибух МБР Titan II в Арканзасі — катастрофа зі стратегічним носієм ядерної зброї — міжконтинентальною балістичною ракетою LGM-25C Titan II, яка сталася 18—19 вересня 1980 року, за 5,3 км від міста Дамаскус в Арканзасі, США. Ракета, що стояла на бойовому чергуванні та оснащена 9-мегатонною боєголовкою W53, була зруйнована вибухом парів палива, що сконцентрувалися в ракетній шахті.
Інцидент розпочався о 18:30 18 вересня, коли один з робітників впустив на робочу платформу насадку для торцевого гайкового ключа, яка, прокотившись по платформі, впала в шахту, відскочила від її дна і пробила паливний бак першого ступеня ракети. Це призвело до витоку отруйного й вибухонебезпечного палива (аерозину — суміші гідразину та несиметричного диметилгідразину).
Під час ліквідації аварії — о 3 годині ранку 19 вересня пари пального, які заповнили шахту, вибухнули. Одна людина загинула, 21 — поранені. Вибухом зірвало 740-тонну кришку шахти й викинуло назовні другий ступінь ракети та боєголовку. Боєголовку було знайдено за кількадесят метрів від шахти, витоку радіаційних речовин не зафіксовано.